# PSA World Tour 2023/24
Die PSA World Tour 2023/24 umfasste alle Squashturniere der Herren-Saison 2023/24 der PSA World Tour. Sie begann am 1. August 2023 und endete am 31. Juli 2024. Die nach dem Monat sortierte Übersicht zeigt den Ort des Turniers an, dessen Namen, das ausgeschüttete Gesamtpreisgeld, sowie den Sieger des Turniers. In der abschließenden Tabelle werden sämtliche Turniersieger nach der Menge ihrer Titel aufgelistet. Dabei ist es nicht relevant, welche Wertigkeit die vom Spieler gewonnenen Turniere besaßen, auch wenn eine entsprechende Erfassung erfolgt.
Bei den Turnierkategorien der PSA Challenger Tour wurden für diese Saison die Kategorie Challenger Tour 5 in Challenger Tour 6 und die Challenger Tour 10 in Challenger Tour 9 geändert. Neu sind die Kategorien Challenger Tour 12 und Challenger Tour 15.
Die Saison 2023/24 bestand aus 182 Turnieren. Das Gesamtpreisgeld betrug 5.306.550 US-Dollar.

## Tourinformationen

### Anzahl nach Turnierserie
| Turnierserie | WM | Finals | Platinum | Gold | Silver | Bronze | Ch 30 | Ch 20 | Ch 15 | Ch 12 | Ch 9 | Ch 6 | Ch 3 |
| ------------ | -- | ------ | -------- | ---- | ------ | ------ | ----- | ----- | ----- | ----- | ---- | ---- | ---- |
| Anzahl       | 1  | 1      | 8        | 7    | 5      | 9      | 7     | 7     | 13    | 20    | 16   | 44   | 44   |
| Gesamt       | 1  | 9      | 9        | 21   | 21     | 21     | 151   | 151   | 151   | 151   | 151  | 151  | 151  |

## Turnierplan

### August
| Datum         | Ort           | Turnier                                    | Preisgeld | Sieger               |
| ------------- | ------------- | ------------------------------------------ | --------- | -------------------- |
| 02.08.–06.08. | Devonport     | City of Devonport Tasmanian Open 2023      | $ 6.000   | Elijah Thomas        |
| 03.08.–06.08. | Ponta Grossa  | Ponta Lagoa Brazil Open 2023               | $ 3.000   | Guilherme Melo       |
| 15.08.–19.08. | Windsor       | Windsor City Open 2023                     | $ 6.000   | George Crowne        |
| 15.08.–19.08. | Windsor       | Windsor Cup 2023                           | $ 52.500  | Tarek Momen          |
| 16.08.–20.08. | Coffs Harbour | Costa North Coast Open 2023                | $ 12.000  | Addeen Idrakie       |
| 16.08.–20.08. | Den Haag      | The Hague Open 2023                        | $ 6.000   | Mahesh Mangaonkar    |
| 16.08.–20.08. | Mexiko-Stadt  | Torneo Profesional Mexicano de Squash 2023 | $ 9.000   | Matías Knudsen       |
| 23.08.–27.08. | Canberra      | Jansher Khan Canberra Open 2023            | $ 6.000   | Velavan Senthilkumar |
| 23.08.–27.08. | Seremban      | The Tuanku Muhriz Trophy 2023              | $ 15.000  | Aly Hussein          |
| 26.08.–30.08. | Framingham    | QuantiFi LifeTime MetroWest 2023           | $ 6.000   | Veer Chotrani        |
| 27.08.–02.09. | Paris         | Paris Squash 2023                          | $ 190.000 | Ali Farag            |
| 30.08.–03.09. | Bega          | Bega Open 2023                             | $ 12.000  | Ryūnosuke Tsukue     |

### September
| Datum         | Ort             | Turnier                                          | Preisgeld | Sieger             |
| ------------- | --------------- | ------------------------------------------------ | --------- | ------------------ |
| 06.09.–10.09. | Paderborn       | Pader Open 2023                                  | $ 12.000  | Raphael Kandra     |
| 06.09.–10.09. | Puebla          | Complex 711 PSA Puebla 2023                      | $ 3.000   | Sebastián Salazar  |
| 09.09.–16.09. | Doha            | QTerminals Qatar Classic 2023                    | $ 187.500 | Ali Farag          |
| 12.09.–16.09. | Johannesburg    | Assore/Baldwin Joburg Open 2023                  | $ 3.000   | Dewald van Niekerk |
| 13.09.–17.09. | Cianorte        | Quique Squash Brazil Open 2023                   | $ 6.000   | Alejandro Enríquez |
| 13.09.–17.09. | Columbia        | Squash Inspire – Abbas Family Season Opener 2023 | $ 9.000   | Tom Walsh          |
| 14.09.–18.09. | Charlottesville | Charlottesville Open 2023                        | $ 30.000  | Nick Wall          |
| 19.09.–23.09. | London          | Nash Cup 2023                                    | $ 20.000  | David Baillargeon  |
| 19.09.–23.09. | São Paulo       | I SPAC Open 2023                                 | $ 6.000   | Matías Knudsen     |
| 20.09.–23.09. | Windhoek        | BDO Namibian Open 2023                           | $ 3.000   | Onaopemipo Adegoke |
| 20.09.–24.09. | Inverness       | Springfield Scottish Squash Open 2023            | $ 12.000  | Edmon López        |
| 20.09.–24.09. | Böblingen       | Schräglage Squash Open 2023                      | $ 3.000   | Yannik Omlor       |
| 25.09.–29.09. | Louisville      | Louisville Open 2023                             | $ 20.000  | Leandro Romiglio   |
| 26.09.–30.09. | Hongkong        | KCC PSA Challenge Cup 2 2023                     | $ 6.000   | Matthew Lai        |
| 26.09.–30.09. | Dhaka           | 3rd Bangabandhu Squash Tournament 2023           | $ 6.000   | Kareem El Torkey   |
| 27.09.–01.10. | Morelos         | Copa Mexico Temazcal 2023                        | $ 6.000   | Alfredo Ávila      |

### Oktober
| Datum         | Ort          | Turnier                                  | Preisgeld | Sieger                 |
| ------------- | ------------ | ---------------------------------------- | --------- | ---------------------- |
| 06.10.–08.10. | Stourbridge  | Wye Valley Brewery Stourbridge Open 2023 | $ 3.000   | Jonah Bryant           |
| 07.10.–14.10. | Philadelphia | U.S. Open 2023                           | $ 196.500 | Paul Coll              |
| 11.10.–15.10. | Doha         | QSF 3 2023                               | $ 30.000  | Abdulla Mohd Al Tamimi |
| 11.10.–15.10. | Atlanta      | Georgia Open 2023                        | $ 12.000  | Juan Vargas            |
| 17.10.–21.10. | St. Louis    | The St. Louis Open 2023                  | $ 12.000  | Curtis Malik           |
| 17.10.–22.10. | Zürich       | Grasshopper Cup 2023                     | $ 110.500 | Karim Abdel Gawad      |
| 18.10.–22.10. | Chicago      | Life Time Chicago Open 2023              | $ 30.000  | Mohamed Elsherbini     |
| 18.10.–22.10. | Greenwich    | Greenwich Open 2023                      | $ 9.000   | Veer Chotrani          |
| 19.10.–22.10. | Gatineau     | Le Classique de Gatineau 2023            | $ 3.000   | Salah Eltorgman        |
| 23.10.–27.10. | Doha         | QSF 4 2023                               | $ 50.000  | Abdulla Mohd Al Tamimi |
| 24.10.–28.10. | Lagord       | 3rd Open de Lagord 2023                  | $ 30.000  | Baptiste Masotti       |
| 25.10.–29.10. | Uster        | Swiss Open 2023                          | $ 6.000   | Yannick Wilhelmi       |
| 25.10.–29.10. | Los Angeles  | Local World LA Open 2023                 | $ 15.000  | Mohamad Zakaria        |
| 25.10.–29.10. | Brisbane     | Logan City Queensland Open 2023          | $ 6.000   | Rhys Dowling           |
| 25.10.–29.10. | Providence   | PVD Squash RI Open 2023                  | $ 12.000  | Veer Chotrani          |
| 26.10.–30.10. | Lakeville    | Burnt Squash Open 2023                   | $ 6.000   | Abdelrahman Nasser     |
| 27.10.–29.10. | Oban         | Oban Open 2023                           | $ 3.000   | Stuart MacGregor       |
| 29.10.–02.11. | Johannesburg | The SA Open 2023                         | $ 15.000  | Ibrahim Elkabbani      |
| 31.10.–04.11. | Portland     | Oregon Open 2023                         | $ 15.000  | Emyr Evans             |

### November
| Datum         | Ort                | Turnier                                                  | Preisgeld | Sieger             |
| ------------- | ------------------ | -------------------------------------------------------- | --------- | ------------------ |
| 01.11.–05.11. | Bordeaux           | PSA Gradignan 2023                                       | $ 12.000  | Curtis Malik       |
| 02.11.–06.11. | Brünn              | Czech Open 2023                                          | $ 30.000  | Patrick Rooney     |
| 06.11.–10.11. | Kuala Lumpur       | Ace Malaysian Squash Cup 2023                            | $ 51.500  | Karim Abdel Gawad  |
| 07.11.–11.11. | Niort              | Open International Niort Venise Verte 2023               | $ 20.000  | Iker Pajares       |
| 08.11.–11.11. | São Caetano do Sul | RGSA Open De Squash 2023                                 | $ 6.000   | Diego Gobbi        |
| 08.11.–11.11. | San José           | SACC Costa Rica Open 2023                                | $ 12.000  | Alejandro Enríquez |
| 08.11.–12.11. | Vancouver          | Richardson Wealth Van Lawn Open 2023                     | $ 15.000  | Faraz Khan         |
| 12.11.–16.11. | Cognac             | Cognac Open 2023                                         | $ 12.000  | Daniel Poleshchuk  |
| 14.11.–18.11. | Denver             | Grizzly Bear Bourbon Mile High 360 Squash Classic 2023   | $ 15.000  | Andrew Douglas     |
| 14.11.–19.11. | Singapur           | Vitagen Singapore Squash Open 2023                       | $ 112.500 | Ali Farag          |
| 15.11.–19.11. | London             | London Open 2023                                         | $ 20.000  | Adrian Waller      |
| 15.11.–19.11. | Sydney             | Bondi Open 2023                                          | $ 6.000   | Bryan Lim          |
| 15.11.–19.11. | Curitiba           | Curitiba Squash Center Brazil Open 2023                  | $ 3.000   | Pedro Mometto      |
| 15.11.–19.11. | Richmond           | Underhill Geomatics Sport Central Open 2023              | $ 9.000   | Salah Eltorgman    |
| 17.11.–19.11. | London             | Telsa Media David Lloyd Purley Open 2023                 | $ 3.000   | Jonah Bryant       |
| 21.11.–25.11. | Hongkong           | The Hong Kong Football Club Open 2023                    | $ 55.000  | Aly Abou Eleinen   |
| 22.11.–26.11. | Manchester         | The Northern Joe Cup 2023                                | $ 9.000   | Mohamad Zakaria    |
| 22.11.–26.11. | Edmonton           | BKY Technologies Open 2023                               | $ 9.000   | Salah Eltorgman    |
| 22.11.–26.11. | Funchal            | International Tournament Madeira Island 2023             | $ 15.000  | Moustafa El Sirty  |
| 22.11.–26.11. | Mexiko-Stadt       | NextCloud Tekae TIPSSA PSA Pedro Luna 2023               | $ 6.000   | Jorge Gómez        |
| 23.11.–26.11. | Bogotá             | PI Constructora IlI Open Colombiano La Pradera 2023      | $ 3.000   | Ronald Palomino    |
| 27.11.–03.12. | Hongkong           | TTI Milwaukee Hong Kong Squash Open 2023                 | $ 190.000 | Paul Coll          |
| 28.11.–02.12. | Sutton Coldfield   | Sutton Coldfield International 2023                      | $ 6.000   | Mohamad Zakaria    |
| 29.11.–03.12. | Lille              | PSA Des Hauts De France - Wam 2023                       | $ 15.000  | Bernat Jaume       |
| 30.11.–04.12. | Islamabad          | CAS Serena Hotels International Squash Championship 2023 | $ 12.000  | Noor Zaman         |

### Dezember
| Datum         | Ort                        | Turnier                                     | Preisgeld | Sieger                 |
| ------------- | -------------------------- | ------------------------------------------- | --------- | ---------------------- |
| 05.12.–10.12. | Tauranga                   | Lucino Vanities New Zealand Men’s Open 2023 | $ 77.500  | Paul Coll              |
| 06.12.–09.12. | Harrogate                  | Harrogate Squash Open 2023                  | $ 3.000   | Jonah Bryant           |
| 08.12.–10.12. | Vaduz                      | Liechtenstein Open 2023                     | $ 3.000   | Aqeel Rehman           |
| 10.12.–14.12. | Doha                       | QSF 5 2023                                  | $ 30.000  | Abdulla Mohd Al Tamimi |
| 18.12.–21.12. | Doha                       | QSF 6 2023                                  | $ 3.000   | Ammar Altamimi         |
| 19.12.–23.12. | Thane                      | JSW 9th Sunil Verma Memorial Open 2023      | $ 3.000   | Rahul Baitha           |
| 21.12.–24.12. | Madinat asch-Schaich Zayid | SODIC Squash Open 2023                      | $ 3.000   | Kareem El Torkey       |

### Januar
| Datum         | Ort              | Turnier                                                | Preisgeld | Sieger           |
| ------------- | ---------------- | ------------------------------------------------------ | --------- | ---------------- |
| 09.01.–14.01. | Boynton Beach    | SmartCentres Kinetic Florida Open 2024                 | $ 110.750 | Mostafa Asal     |
| 13.01.–17.01. | Mumbai           | JSW Willingdon Little Masters & Senior Tournament 2024 | $ 3.000   | Abhay Singh      |
| 16.01.–20.01. | Hongkong         | Hong Kong Squash PSA Challenge Cup 2024 – 1st Leg      | $ 6.000   | Wong Chi-Him     |
| 17.01.–21.01. | Lethbridge       | Lethbridge ProAm 2024                                  | $ 6.000   | Kareem El Torkey |
| 17.01.–25.01. | New York City    | J. P. Morgan Tournament of Champions 2024              | $ 190.000 | Ali Farag        |
| 25.01.–28.01. | Medicine Hat     | Gas City Open 2024                                     | $ 6.000   | Brice Nicolas    |
| 30.01.–02.02. | Brünn            | Brno Open 2024                                         | $ 3.000   | Daniel Mekbib    |
| 30.01.–03.02. | Hongkong         | Hong Kong Squash PSA Challenge Cup 2024 – 2nd Leg      | $ 9.000   | Matthew Lai      |
| 31.01.–04.02. | Bloomfield Hills | Sturbridge Capital Motor City Open 2024                | $ 80.000  | Diego Elías      |

### Februar
| Datum         | Ort              | Turnier                                             | Preisgeld | Sieger             |
| ------------- | ---------------- | --------------------------------------------------- | --------- | ------------------ |
| 07.02.–11.02. | Montreal         | Pembroke Management Open de Montreal 2024           | $ 20.000  | Greg Lobban        |
| 07.02.–11.02. | Pittsburgh       | The Pittsburgh Open 2024                            | $ 75.800  | Karim Abdel Gawad  |
| 09.02.–11.02. | Washington, D.C. | Squash On Fire Open 2024 Wild Card Challenge        | $ 3.000   | Asim Khan          |
| 13.02.–17.02. | Ipswich          | Ipswich Sports Club Challenger Cup 2024             | $ 12.000  | Moustafa El Sirty  |
| 13.02.–18.02. | Houston          | HSC Houston Men’s Open 2024                         | $ 110.000 | Ali Farag          |
| 14.02.–18.02. | Edmonton         | The Bee-Clean Edmonton Squash Club Winter Open 2024 | $ 9.000   | Finnlay Withington |
| 14.02.–18.02. | Washington, D.C. | Squash On Fire Open 2024                            | $ 51.500  | Youssef Soliman    |
| 20.02.–24.02. | Toronto          | Goodfellow Classic 2024                             | $ 9.000   | Abhay Singh        |
| 21.02.–25.02. | Calgary          | MRU Open 2024                                       | $ 9.000   | Jonah Bryant       |
| 21.02.–28.02. | Chicago          | Windy City Open 2024                                | $ 250.000 | Ali Farag          |
| 23.02.–25.02. | Cheltenham       | East Glos Open 2024                                 | $ 3.000   | Rhys Evans         |
| 27.02.–02.03. | Calgary          | Chronicle Wealth Guilfoyle PSA Squash Classic 2024  | $ 9.000   | Stuart MacGregor   |
| 27.02.–02.03. | Posen            | PSA Poznan Open 2024                                | $ 6.000   | Jakub Solnický     |
| 27.02.–02.03. | Columbia         | Squash Inspire – Men’s Pro Challenger Tour 2024     | $ 9.000   | Asim Khan          |
| 28.02.–03.03. | Vila-seca        | PSA Club Euro Sport 2024                            | $ 6.000   | Iván Pérez         |
| 29.02.–03.03. | Colchester       | WR Sturricks Design and Build Lexden RFC Open 2024  | $ 3.000   | Darren Pragasam    |

### März
| Datum         | Ort       | Turnier                                                 | Preisgeld | Sieger                |
| ------------- | --------- | ------------------------------------------------------- | --------- | --------------------- |
| 03.03.–07.03. | Calgary   | Canadian Men’s Open 2024                                | $ 78.000  | Diego Elías           |
| 05.03.–09.03. | Odense    | Odense Open 2024                                        | $ 12.000  | Declan James          |
| 05.03.–10.03. | Cleveland | Squash in the Land 2024                                 | $ 51.250  | Leonel Cárdenas       |
| 06.03.–09.03. | Lagos     | Yellow Dots Squash Open 2024                            | $ 3.000   | Gabriel Olufunmilayo  |
| 06.03.–10.03. | Winnipeg  | Oasis Pools & Spas Manitoba Open 2024                   | $ 15.000  | Ibrahim Elkabbani     |
| 07.03.–10.03. | Bristol   | University of the West of England The Bristol Open 2024 | $ 3.000   | Ronald Palomino       |
| 12.03.–17.03. | London    | Optasia Championships 2024                              | $ 110.000 | Paul Coll             |
| 20.03.–24.03. | Sydney    | City Tattersalls Group Australian Open 2024             | $ 52.500  | Youssef Soliman       |
| 21.03.–24.03. | Hinckley  | Hinckley Open 2024                                      | $ 3.000   | Omar El Torkey        |
| 26.03.–30.03. | Liverpool | Liverpool Cricket Club Open 2024                        | $ 15.000  | Ameeshenraj Chandaran |
| 27.03.–30.03. | Hollola   | Hollolan Kuntokeidas PSA 2024                           | $ 3.000   | Omar El Torkey        |
| 27.03.–01.04. | London    | Gillenmarkets London Squash Classic 2024                | $ 108.500 | Paul Coll             |

### April
| Datum         | Ort               | Turnier                                                   | Preisgeld | Sieger               |
| ------------- | ----------------- | --------------------------------------------------------- | --------- | -------------------- |
| 03.04.–07.04. | Hamburg           | German Open 2024                                          | $ 50.000  | Eain Yow Ng          |
| 04.04.–07.04. | Gold Coast        | 2023/24 World Championship Qualifying Event - Oceania     | $ 5.050   | Joseph White         |
| 08.04.–12.04. | Rotterdam         | Rotterdam Open 2024                                       | $ 6.000   | Omar El Torkey       |
| 09.04.–12.04. | Hongkong          | Hong Kong Squash PSA Challenge Cup 2024- 3rd Leg          | $ 3.000   | Andes Ling           |
| 09.04.–13.04. | St. Louis         | RC Pro Series 2024                                        | $ 15.000  | Jonah Bryant         |
| 10.04.–13.04. | Sautron           | 2023/24 World Championship Qualifying Event - Europe      | $ 5.050   | Martin Švec          |
| 11.04.–16.04. | Kairo             | Black Ball Squash Open 2024                               | $ 108.500 | Mostafa Asal         |
| 13.04.–16.04. | Kairo             | 2023/24 World Championship Qualifying Event - Africa      | $ 5.050   | Moustafa El Sirty    |
| 16.04.–20.04. | Galway            | Garavan’s Bar West of Ireland Open 2024                   | $ 12.000  | Declan James         |
| 17.04.–21.04. | Breda             | Bress Breda Open 2024                                     | $ 6.000   | Yassin Elshafei      |
| 18.04.–21.04. | Columbia          | 2023/24 World Championship Qualifying Event - Pan America | $ 5.050   | Spencer Lovejoy      |
| 18.04.–21.04. | Kuala Lumpur      | 2023/24 World Championship Qualifying Event - Asia        | $ 5.050   | Ryūnosuke Tsukue     |
| 19.04.–26.04. | Kairo             | El Gouna International Squash Open 2024                   | $ 198.000 | Ali Farag            |
| 23.04.–27.04. | Dublin            | Cannon Kirk Gillen Markets Irish Squash Open 2024         | $ 20.000  | Jonah Bryant         |
| 23.04.–27.04. | Devonshire Parish | IQUW Bermuda Open 2024                                    | $ 12.000  | Sanjay Jeeva         |
| 23.04.–27.04. | Delhi             | Hamdard Squashters Northern Slam 2024                     | $ 3.000   | Suraj Kumar Chand    |
| 24.04.–28.04. | Paris             | Batch Open 2024                                           | $ 12.000  | Velavan Senthilkumar |
| 24.04.–28.04. | Rochester         | Rochester ProAm 2024                                      | $ 9.000   | Muhammad Ashab Irfan |
| 28.04.–02.05. | Kairo             | Giza Region Challenger 1 2024                             | $ 3.000   | Yassin Shohdy        |

### Mai
| Datum         | Ort               | Turnier                                                  | Preisgeld | Sieger                |
| ------------- | ----------------- | -------------------------------------------------------- | --------- | --------------------- |
| 01.05.–05.05. | Singleton Heights | AGL Hunter Singleton Open 2024                           | $ 6.000   | Bryan Lim             |
| 01.05.–05.05. | New York City     | The New York Hyder Trophy 2024                           | $ 12.000  | Kareem El Torkey      |
| 07.05.–11.05. | Santa Fe          | Kiva Club Open 2024                                      | $ 6.000   | Ronald Palomino       |
| 08.05.–12.05. | Karatschi         | 16th CNS International Squash 2024                       | $ 20.000  | Mohamad Zakaria       |
| 08.05.–12.05. | Pune              | The Poona Club LTD Open Squash Tournament 2024           | $ 3.000   | Suraj Kumar Chand     |
| 08.05.–12.05. | Darwin            | Bendigo Bank NT Open 2024                                | $ 3.000   | Rhys Dowling          |
| 09.05.–18.05. | Kairo             | Squash-Weltmeisterschaft 2023/24                         | $ 565.000 | Diego Elías           |
| 14.05.–18.05. | São Paulo         | ECP Open 2024                                            | $ 9.000   | Francesco Marcantonio |
| 15.05.–19.05. | Johor             | ACE Challenger 6K 2024                                   | $ 6.000   | Mohamed Nasser        |
| 16.05.–19.05. | Auckland          | Barfoot & Thompson Auckland Open 2024                    | $ 3.000   | Temwa Chileshe        |
| 22.05.–25.05. | Porto Ferreira    | Clube de Campo Figueiras Porto Ferreira Squash Open 2024 | $ 3.000   | Guilherme Melo        |
| 22.05.–26.05. | Indore            | HCL Squash Tour - Indore 2024                            | $ 3.000   | Ravindu Laksiri       |
| 22.05.–26.05. | Manchester        | Manchester Open 2024                                     | $ 75.000  | Joel Makin            |
| 22.05.–26.05. | Doha              | QSF 3 2024                                               | $ 53.500  | Tarek Momen           |
| 27.05.–30.05. | Doha              | QSF 4 2024                                               | $ 3.000   | Mohammad Almasoud     |
| 28.05.–01.06. | Hongkong          | Hong Kong Squash PSA Challenge Cup 2024- 4th Leg         | $ 6.000   | Joachim Chuah         |
| 29.05.–02.06. | Atlanta           | 25th Atlanta Open 2024                                   | $ 12.000  | Alejandro Enríquez    |
| 30.05.–02.06. | Kalgoorlie        | Kalgoorlie Golden Open 2024                              | $ 6.000   | Joel Arscott          |

### Juni
| Datum         | Ort                  | Turnier                                             | Preisgeld | Sieger                 |
| ------------- | -------------------- | --------------------------------------------------- | --------- | ---------------------- |
| 02.06.–09.06. | Birmingham           | British Open 2024                                   | $ 194.500 | Mostafa Asal           |
| 04.06.–08.06. | Chennai              | HCL Squash Tour - Chennai 2024                      | $ 3.000   | Ravindu Laksiri        |
| 04.06.–08.06. | Salzburg             | Mozart Open 2024                                    | $ 6.000   | Rhys Evans             |
| 05.06.–08.06. | Santa Cristina d’Aro | Open Costa Brava Squash Project 2024                | $ 3.000   | Hollis Robertson       |
| 05.06.–08.06. | Morrinsville         | Harcourts KDRE Morrinsville PSA Challenger 2024     | $ 3.000   | Temwa Chileshe         |
| 05.06.–09.06. | Perth                | WA Open International 2024                          | $ 6.000   | Joachim Chuah          |
| 12.06.–16.06. | Cali                 | PSA Club Campestre de Cali 2024                     | $ 30.000  | Miguel Ángel Rodríguez |
| 18.06.–22.06. | Challans             | Open International Vendée Squash 2024               | $ 6.000   | Mohamed Nasser         |
| 18.06.–22.06. | Bellevue             | PSA World Tour Finals 2023/24                       | $ 200.000 | Ali Farag              |
| 19.06.–23.06. | Gibraltar            | Gibraltar Open 2024                                 | $ 6.000   | Moustafa El Sirty      |
| 19.06.–23.06. | Mississauga          | Life Time Mississauga Cafe de Khan Challenger 2024  | $ 3.000   | Liam Marrison          |
| 19.06.–23.06. | Dunedin              | Skillzea Open 2024                                  | $ 6.000   | Elijah Thomas          |
| 20.06.–23.06. | Coventry             | The University of Warwick Open 2024                 | $ 3.000   | Sam Buckley            |
| 26.06.–30.06. | Seremban             | SRA of Negeri Sembilan PSNS President’s Trophy 2024 | $ 6.000   | Darren Pragasam        |
| 26.06.–30.06. | Yokohama             | Dynam Cup SQ-Cube Open 2024                         | $ 15.000  | Ryūnosuke Tsukue       |
| 26.06.–30.06. | Christchurch         | Trident Homes South Island Open 2024                | $ 6.000   | Rowan Damming          |
| 27.06.–30.06. | Bendigo              | City of Greater Bendigo International 2024          | $ 3.000   | Nasir Iqbal            |

### Juli
| Datum         | Ort         | Turnier                                       | Preisgeld | Sieger               |
| ------------- | ----------- | --------------------------------------------- | --------- | -------------------- |
| 03.07.–07.07. | Houston     | Kanso HSC Open 2024                           | $ 9.000   | Muhammad Ashab Irfan |
| 04.07.–07.07. | Shepparton  | City of Greater Shepparton International 2024 | $ 3.000   | Nasir Iqbal          |
| 04.07.–07.07. | Berkhamsted | Berkhamsted Linksap Open 2024                 | $ 6.000   | Owain Taylor         |
| 10.07.–13.07. | São Paulo   | 2nd Cay Open 2024                             | $ 3.000   | Diego Gobbi          |
| 10.07.–14.07. | Melbourne   | Victorian Open 2024                           | $ 6.000   | Melvil Scianimanico  |
| 10.07.–14.07. | Terengganu  | ACE Challenger Tour 6k 2nd Leg 2024           | $ 6.000   | Yassin Shohdy        |
| 17.07.–21.07. | Devonport   | City of Devonport Tasmanian Open 2024         | $ 9.000   | Nasir Iqbal          |
| 17.07.–21.07. | Johns Creek | Life Time Clemens Johns Creek Open 2024       | $ 12.000  | Asim Khan            |
| 23.07.–27.07. | Bremen      | Bremer Schlüssel 2024                         | $ 15.000  | Ibrahim Elkabbani    |
| 24.07.–28.07. | Hobart      | Eastside Open 2024                            | $ 3.000   | Robin Gadola         |
| 25.07.–28.07. | Charleston  | Charleston Challenge 2024                     | $ 3.000   | Nicholas Spizzirri   |
| 31.07.–04.08. | Bega        | Volkswagen Bega Open 2024                     | $ 12.000  | Nasir Iqbal          |

## Turniersieger
| Platz | Spieler                | Siege | WM | Finals | Platinum | Gold | Silver | Bronze | Ch 30 | Ch 20 | Ch 15 | Ch 12 | Ch 9 | Ch 6 | Ch 3 |
| ----- | ---------------------- | ----- | -- | ------ | -------- | ---- | ------ | ------ | ----- | ----- | ----- | ----- | ---- | ---- | ---- |
| 1.    | Ali Farag              | 8     |    | 1      | 5        | 2    |        |        |       |       |       |       |      |      |      |
| 2.    | Jonah Bryant           | 6     |    |        |          |      |        |        |       | 1     | 1     | 1     |      |      | 3    |
| 3.    | Paul Coll              | 5     |    |        | 2        | 2    | 1      |        |       |       |       |       |      |      |      |
| 4.    | Moustafa El Sirty      | 4     |    |        |          |      |        |        |       |       |       |       |      |      |      |
| 4.    | Kareem El Torkey       | 4     |    |        |          |      |        |        |       |       |       |       | 1    | 2    | 1    |
| 4.    | Nasir Iqbal            | 4     |    |        |          |      |        |        |       |       |       | 1     | 1    |      | 2    |
| 4.    | Mohamad Zakaria        | 4     |    |        |          |      |        |        |       | 1     | 1     |       | 1    | 1    |      |
| 8.    | Abdulla Mohd Al Tamimi | 3     |    |        |          |      |        | 1      | 2     |       |       |       |      |      |      |
| 8.    | Mostafa Asal           | 3     |    |        | 1        | 2    |        |        |       |       |       |       |      |      |      |
| 8.    | Veer Chotrani          | 3     |    |        |          |      |        |        |       |       |       | 1     | 1    | 1    |      |
| 8.    | Diego Elías            | 3     | 1  |        |          |      | 2      |        |       |       |       |       |      |      |      |
| 8.    | Ibrahim Elkabbani      | 3     |    |        |          |      |        |        |       |       | 3     |       |      |      |      |
| 8.    | Salah Eltorgman        | 3     |    |        |          |      |        |        |       |       |       |       | 2    |      | 1    |
| 8.    | Omar El Torkey         | 3     |    |        |          |      |        |        |       |       |       |       |      | 1    | 2    |
| 8.    | Alejandro Enríquez     | 3     |    |        |          |      |        |        |       |       |       |       | 2    | 1    |      |
| 8.    | Karim Abdel Gawad      | 3     |    |        |          | 1    | 1      | 1      |       |       |       |       |      |      |      |
| 8.    | Asim Khan              | 3     |    |        |          |      |        |        |       |       |       | 1     | 1    |      | 1    |
| 8.    | Ronald Palomino        | 3     |    |        |          |      |        |        |       |       |       |       |      | 1    | 2    |
| 8.    | Ryūnosuke Tsukue       | 3     |    |        |          |      |        |        |       |       | 1     | 1     |      | 1    |      |
| 20.   | Suraj Kumar Chand      | 2     |    |        |          |      |        |        |       |       |       |       |      |      | 2    |
| 20.   | Temwa Chileshe         | 2     |    |        |          |      |        |        |       |       |       |       |      |      | 2    |
| 20.   | Joachim Chuah          | 2     |    |        |          |      |        |        |       |       |       |       |      | 2    |      |
| 20.   | Rhys Dowling           | 2     |    |        |          |      |        |        |       |       |       |       |      | 1    | 1    |
| 20.   | Rhys Evans             | 2     |    |        |          |      |        |        |       |       |       |       |      | 1    | 1    |
| 20.   | Diego Gobbi            | 2     |    |        |          |      |        |        |       |       |       |       |      | 1    | 1    |
| 20.   | Muhammad Ashab Irfan   | 2     |    |        |          |      |        |        |       |       |       |       | 2    |      |      |
| 20.   | Declan James           | 2     |    |        |          |      |        |        |       |       |       | 2     |      |      |      |
| 20.   | Matías Knudsen         | 2     |    |        |          |      |        |        |       |       |       |       | 1    | 1    |      |
| 20.   | Matthew Lai            | 2     |    |        |          |      |        |        |       |       |       |       | 1    | 1    |      |
| 20.   | Ravindu Laksiri        | 2     |    |        |          |      |        |        |       |       |       |       |      |      | 2    |
| 20.   | Bryan Lim              | 2     |    |        |          |      |        |        |       |       |       |       |      | 2    |      |
| 20.   | Stuart MacGregor       | 2     |    |        |          |      |        |        |       |       |       |       | 1    |      | 1    |
| 20.   | Curtis Malik           | 2     |    |        |          |      |        |        |       |       |       | 2     |      |      |      |
| 20.   | Guilherme Melo         | 2     |    |        |          |      |        |        |       |       |       |       |      |      | 2    |
| 20.   | Tarek Momen            | 2     |    |        |          |      |        | 2      |       |       |       |       |      |      |      |
| 20.   | Mohamed Nasser         | 2     |    |        |          |      |        |        |       |       |       |       |      | 2    |      |
| 20.   | Darren Pragasam        | 2     |    |        |          |      |        |        |       |       |       |       |      | 1    | 1    |
| 20.   | Velavan Senthilkumar   | 2     |    |        |          |      |        |        |       |       |       | 1     |      | 1    |      |
| 20.   | Yassin Shohdy          | 2     |    |        |          |      |        |        |       |       |       |       |      | 1    | 1    |
| 20.   | Abhay Singh            | 2     |    |        |          |      |        |        |       |       |       |       | 1    |      | 1    |
| 20.   | Youssef Soliman        | 2     |    |        |          |      |        | 2      |       |       |       |       |      |      |      |
| 20.   | Elijah Thomas          | 2     |    |        |          |      |        |        |       |       |       |       |      | 2    |      |
| 43.   | Mohammad Almasoud      | 1     |    |        |          |      |        |        |       |       |       |       |      |      | 1    |
| 43.   | Ammar Altamimi         | 1     |    |        |          |      |        |        |       |       |       |       |      |      | 1    |
| 43.   | Joel Arscott           | 1     |    |        |          |      |        |        |       |       |       |       |      | 1    |      |
| 43.   | Alfredo Ávila          | 1     |    |        |          |      |        |        |       |       |       |       |      | 1    |      |
| 43.   | David Baillargeon      | 1     |    |        |          |      |        |        |       | 1     |       |       |      |      |      |
| 43.   | Rahul Baitha           | 1     |    |        |          |      |        |        |       |       |       |       |      |      | 1    |
| 43.   | Sam Buckley            | 1     |    |        |          |      |        |        |       |       |       |       |      |      | 1    |
| 43.   | Leonel Cárdenas        | 1     |    |        |          |      |        | 1      |       |       |       |       |      |      |      |
| 43.   | Ameeshenraj Chandaran  | 1     |    |        |          |      |        |        |       |       | 1     |       |      |      |      |
| 43.   | Wong Chi-Him           | 1     |    |        |          |      |        |        |       |       |       |       |      | 1    |      |
| 43.   | George Crowne          | 1     |    |        |          |      |        |        |       |       |       |       |      | 1    |      |
| 43.   | Rowan Damming          | 1     |    |        |          |      |        |        |       |       |       |       |      | 1    |      |
| 43.   | Andrew Douglas         | 1     |    |        |          |      |        |        |       |       | 1     |       |      |      |      |
| 43.   | Aly Abou Eleinen       | 1     |    |        |          |      |        | 1      |       |       |       |       |      |      |      |
| 43.   | Yassin Elshafei        | 1     |    |        |          |      |        |        |       |       |       |       |      | 1    |      |
| 43.   | Mohamed Elsherbini     | 1     |    |        |          |      |        |        | 1     |       |       |       |      |      |      |
| 43.   | Emyr Evans             | 1     |    |        |          |      |        |        |       |       | 1     |       |      |      |      |
| 43.   | Robin Gadola           | 1     |    |        |          |      |        |        |       |       |       |       |      |      | 1    |
| 43.   | Jorge Gómez            | 1     |    |        |          |      |        |        |       |       |       |       |      | 1    |      |
| 43.   | Aly Hussein            | 1     |    |        |          |      |        |        |       |       | 1     |       |      |      |      |
| 43.   | Addeen Idrakie         | 1     |    |        |          |      |        |        |       |       |       | 1     |      |      |      |
| 43.   | Bernat Jaume           | 1     |    |        |          |      |        |        |       |       | 1     |       |      |      |      |
| 43.   | Sanjay Jeeva           | 1     |    |        |          |      |        |        |       |       |       | 1     |      |      |      |
| 43.   | Raphael Kandra         | 1     |    |        |          |      |        |        |       |       |       | 1     |      |      |      |
| 43.   | Faraz Khan             | 1     |    |        |          |      |        |        |       |       | 1     |       |      |      |      |
| 43.   | Andes Ling             | 1     |    |        |          |      |        |        |       |       |       |       |      |      | 1    |
| 43.   | Greg Lobban            | 1     |    |        |          |      |        |        |       | 1     |       |       |      |      |      |
| 43.   | Edmon López            | 1     |    |        |          |      |        |        |       |       |       | 1     |      |      |      |
| 43.   | Spencer Lovejoy        | 1     |    |        |          |      |        |        |       |       |       |       |      | 1    |      |
| 43.   | Joel Makin             | 1     |    |        |          |      | 1      |        |       |       |       |       |      |      |      |
| 43.   | Mahesh Mangaonkar      | 1     |    |        |          |      |        |        |       |       |       |       |      | 1    |      |
| 43.   | Francesco Marcantonio  | 1     |    |        |          |      |        |        |       |       |       |       | 1    |      |      |
| 43.   | Liam Marrison          | 1     |    |        |          |      |        |        |       |       |       |       |      |      | 1    |
| 43.   | Baptiste Masotti       | 1     |    |        |          |      |        |        | 1     |       |       |       |      |      |      |
| 43.   | Daniel Mekbib          | 1     |    |        |          |      |        |        |       |       |       |       |      |      | 1    |
| 43.   | Pedro Mometto          | 1     |    |        |          |      |        |        |       |       |       |       |      |      | 1    |
| 43.   | Abdelrahman Nasser     | 1     |    |        |          |      |        |        |       |       |       |       |      | 1    |      |
| 43.   | Eain Yow Ng            | 1     |    |        |          |      |        | 1      |       |       |       |       |      |      |      |
| 43.   | Brice Nicolas          | 1     |    |        |          |      |        |        |       |       |       |       |      | 1    |      |
| 43.   | Gabriel Olufunmilayo   | 1     |    |        |          |      |        |        |       |       |       |       |      |      | 1    |
| 43.   | Yannik Omlor           | 1     |    |        |          |      |        |        |       |       |       |       |      |      | 1    |
| 43.   | Adegoke Onaopemipo     | 1     |    |        |          |      |        |        |       |       |       |       |      |      | 1    |
| 43.   | Iker Pajares           | 1     |    |        |          |      |        |        |       | 1     |       |       |      |      |      |
| 43.   | Iván Pérez             | 1     |    |        |          |      |        |        |       |       |       |       |      | 1    |      |
| 43.   | Daniel Poleshchuk      | 1     |    |        |          |      |        |        |       |       |       | 1     |      |      |      |
| 43.   | Aqeel Rehman           | 1     |    |        |          |      |        |        |       |       |       |       |      |      |      |
| 43.   | Hollis Robertson       | 1     |    |        |          |      |        |        |       |       |       |       |      |      | 1    |
| 43.   | Miguel Ángel Rodríguez | 1     |    |        |          |      |        |        | 1     |       |       |       |      |      |      |
| 43.   | Leandro Romiglio       | 1     |    |        |          |      |        |        |       | 1     |       |       |      |      |      |
| 43.   | Patrick Rooney         | 1     |    |        |          |      |        |        | 1     |       |       |       |      |      |      |
| 43.   | Sebastián Salazar      | 1     |    |        |          |      |        |        |       |       |       |       |      |      | 1    |
| 43.   | Melvil Scianimanico    | 1     |    |        |          |      |        |        |       |       |       |       |      | 1    |      |
| 43.   | Jakub Solnický         | 1     |    |        |          |      |        |        |       |       |       |       |      | 1    |      |
| 43.   | Nicholas Spizzirri     | 1     |    |        |          |      |        |        |       |       |       |       |      |      | 1    |
| 43.   | Martin Švec            | 1     |    |        |          |      |        |        |       |       |       |       |      | 1    |      |
| 43.   | Owain Taylor           | 1     |    |        |          |      |        |        |       |       |       |       |      | 1    |      |
| 43.   | Dewald van Niekerk     | 1     |    |        |          |      |        |        |       |       |       |       |      |      | 1    |
| 43.   | Juan Vargas            | 1     |    |        |          |      |        |        |       |       |       | 1     |      |      |      |
| 43.   | Nick Wall              | 1     |    |        |          |      |        |        | 1     |       |       |       |      |      |      |
| 43.   | Adrian Waller          | 1     |    |        |          |      |        |        |       | 1     |       |       |      |      |      |
| 43.   | Tom Walsh              | 1     |    |        |          |      |        |        |       |       |       |       | 1    |      |      |
| 43.   | Joseph White           | 1     |    |        |          |      |        |        |       |       |       |       |      | 1    |      |
| 43.   | Yannick Wilhelmi       | 1     |    |        |          |      |        |        |       |       |       |       |      | 1    |      |
| 43.   | Finnlay Withington     | 1     |    |        |          |      |        |        |       |       |       |       | 1    |      |      |
| 43.   | Noor Zaman             | 1     |    |        |          |      |        |        |       |       |       | 1     |      |      |      |

## Nationenwertung
| Platz | Nation             | Siege | WM | Finals | Platinum | Gold | Silver | Bronze | Ch 30 | Ch 20 | Ch 15 | Ch 12 | Ch 9 | Ch 6 | Ch 3 |
| ----- | ------------------ | ----- | -- | ------ | -------- | ---- | ------ | ------ | ----- | ----- | ----- | ----- | ---- | ---- | ---- |
| 1.    | Ägypten            | 45    |    | 1      | 6        | 5    | 1      | 6      | 1     | 1     | 6     | 2     | 1    | 11   | 4    |
| 2.    | England            | 17    |    |        |          |      |        |        | 2     | 2     | 1     | 4     | 4    |      | 4    |
| 3.    | Indien             | 11    |    |        |          |      |        |        |       |       |       | 2     | 2    | 3    | 4    |
| 4.    | Malaysia           | 10    |    |        |          |      |        | 1      |       |       | 1     | 2     |      | 5    | 1    |
| 4.    | Neuseeland         | 10    |    |        | 2        | 2    | 1      |        |       |       |       |       |      | 3    | 2    |
| 6.    | Pakistan           | 9     |    |        |          |      |        |        |       |       |       | 3     | 4    |      | 2    |
| 7.    | Kolumbien          | 7     |    |        |          |      |        |        | 1     |       |       | 1     | 1    | 2    | 2    |
| 8.    | Kanada             | 6     |    |        |          |      |        |        |       | 1     |       |       | 2    | 1    | 2    |
| 9.    | Brasilien          | 5     |    |        |          |      |        |        |       |       |       |       |      | 1    | 4    |
| 9.    | Vereinigte Staaten | 5     |    |        |          |      |        |        |       |       | 2     |       |      | 1    | 2    |
| 9.    | Wales              | 5     |    |        |          |      | 1      |        |       |       | 1     |       |      | 2    | 1    |
| 12.   | Hongkong           | 4     |    |        |          |      |        |        |       |       |       |       | 1    | 2    | 1    |
| 12.   | Mexiko             | 4     |    |        |          |      |        | 1      |       |       |       |       |      | 2    | 1    |
| 12.   | Spanien            | 4     |    |        |          |      |        |        |       | 1     | 1     | 1     |      | 1    |      |
| 15.   | Australien         | 3     |    |        |          |      |        |        |       |       |       |       |      | 2    | 1    |
| 15.   | Frankreich         | 3     |    |        |          |      |        |        | 1     |       |       |       |      | 2    |      |
| 15.   | Guatemala          | 3     |    |        |          |      |        |        |       |       |       | 2     |      | 1    |      |
| 15.   | Japan              | 3     |    |        |          |      |        |        |       |       | 1     | 1     |      | 1    |      |
| 15.   | Katar              | 3     |    |        |          |      |        | 1      | 2     |       |       |       |      |      |      |
| 15.   | Peru               | 3     | 1  |        |          |      | 2      |        |       |       |       |       |      |      |      |
| 15.   | Tschechien         | 3     |    |        |          |      |        |        |       |       |       |       |      | 2    | 1    |
| 22.   | Deutschland        | 2     |    |        |          |      |        |        |       |       |       | 1     |      |      | 1    |
| 22.   | Kuwait             | 2     |    |        |          |      |        |        |       |       |       |       |      |      | 2    |
| 22.   | Nigeria            | 2     |    |        |          |      |        |        |       |       |       |       |      |      | 2    |
| 22.   | Schweiz            | 2     |    |        |          |      |        |        |       |       |       |       |      | 1    | 1    |
| 22.   | Sri Lanka          | 2     |    |        |          |      |        |        |       |       |       |       |      |      | 2    |
| 27.   | Argentinien        | 1     |    |        |          |      |        |        |       | 1     |       |       |      |      |      |
| 27.   | Irland             | 1     |    |        |          |      |        |        |       |       |       |       |      |      | 1    |
| 27.   | Israel             | 1     |    |        |          |      |        |        |       |       |       | 1     |      |      |      |
| 27.   | Niederlande        | 1     |    |        |          |      |        |        |       |       |       |       |      | 1    |      |
| 27.   | Österreich         | 1     |    |        |          |      |        |        |       |       |       |       |      |      | 1    |
| 27.   | Paraguay           | 1     |    |        |          |      |        |        |       |       |       |       | 1    |      |      |
| 27.   | Schottland         | 1     |    |        |          |      |        |        |       | 1     |       |       |      |      |      |
| 27.   | Südafrika          | 1     |    |        |          |      |        |        |       |       |       |       |      |      | 1    |